# Charles H. France
Charles H. France (Decatur, 1870-Onarga, 15 de junio de 1940) fue un director, guionista y actor cinematográfico de nacionalidad estadounidense, activo en la época del cine mudo. 

## Biografía
Nacido en Decatur, Indiana, trabajó en el cine sobre todo como director, aunque también fue guionista, actor y productor. A lo largo de su carrera trabajó en la realización de casi un centenar de filmes. 
Charles H. France falleció en Onarga, Illinois, en 1940, a los setenta años de edad.

## Selección de su filmografía

### Director
- Buster's Dream
- Buster in Nodland
- Buster and the Pirates
- Buster and the Gypsies
- Buster and the Cannibal's Child
- A Near-Sighted Cupid (1912)
- How the 'Duke of Leisure' Reached His Winter Home (1912)
- A Pair of Boots (1912)
- A Curious Family (1913)
- Poison Ivy (1913)
- A Day That Is Dead (1913)
- Sweeney and the Million (1913)
- The Collector of Pearls (1913)
- The Fugitive (1913)
- Turn Him Out (1913)
- Cured of Her Love
- The Absent-Minded Boob; or, Photographing the Baby
- The Midnight Bell
- Sweeney and the Fairy
- The Gold Brick (1913)
- Love's Old Sweet Song (1913)
- Papa's Dream (1913)
- The Patchwork Quilt
- A Jolt for the Janitor (1913)
- Sweeney's Dream
- The Short-Stop's Double
- Two Artists and One Suit of Clothes
- Henrietta's Hair
- Borrowing Trouble (1913)
- The Grocer's Revenge
- The Magician Fisherman
- They Were on Their Honeymoon (1913)
- His First Performance (1913)
- His Mother-in-Law's Visit (1913)
- Andy Learns to Swim (1914)
- The Stuff That Dreams Are Made Of (1914)
- The Natural Law